# Klipphausen
Klipphausen ist eine Gemeinde im Zentrum Sachsens im Landkreis Meißen.

## Geografie und Verkehr
Die Gemeinde Klipphausen liegt etwa 11 km südlich von Meißen und rund 15 km nordwestlich von Dresden. Die A 4 führt durch den Süden der Gemeinde und ist über den Anschluss Wilsdruff (ca. 4 km) erreichbar. Die Gemeinde liegt im Meißner Hochland und im Elbtalkessel an den Linkselbischen Tälern – dazu gehören das Saubachtal, das Prinzbachtal, das Regenbachtal, der Eichhörnchengrund und Rehbocktal – und an der Kleinen Triebisch. Höchste Erhebung ist die Baeyerhöhe mit 322,3 m ü. NN auf der Lampersdorfer Gemarkung, der niedrigste Punkt die ca. 100 m ü. NN in der Elbtalsohle. Mit der unter Naturschutz stehenden Gauernitzer Elbinsel liegt eine der beiden sächsischen Elbinseln in der Gemeinde Klipphausen.

## Nachbargemeinden
| Käbschütztal | Meißen                                      | Coswig           |
| Nossen       | Kompassrose, die auf Nachbargemeinden zeigt | Radebeul Dresden |
| Reinsberg    | Wilsdruff                                   | Dresden          |

## Geschichte
Am 1. Juli 2012 schlossen sich freiwillig die Gemeinden Klipphausen und Triebischtal zur Gemeinde Klipphausen zusammen.

### Eingemeindungen
Am 1. Juli 1950 wird Sachsdorf als Ortsteil in die Landgemeinde Klipphausen eingemeindet, am 1. März 1974 folgt Sora mit den Ortsteilen Lampersdorf und Lotzen. Am 1. Januar 1994 schließen sich die bis dahin selbstständigen Gemeinden Klipphausen, Röhrsdorf und Weistropp (mit den Ortsteilen Hühndorf und Kleinschönberg) zur Großgemeinde Klipphausen zusammen. Am 1. Januar 1999 kommen noch Scharfenberg (mit den Ortsteilen Bergwerk, Gruben, Pegenau, Reppina und Reppnitz, Batzdorf, Naustadt, Reichenbach, Riemsdorf, Bockwen-Polenz und Spittewitz) und Gauernitz (mit den Ortsteilen Constappel, Hartha, Pinkowitz und Wildberg) hinzu. Zum 1. Juli 2012 erfolgt der Zusammenschluss von Triebischtal und Ortsteilen mit Klipphausen.

## Ortsgliederung

Gemarkungen innerhalb der Gemeinde Klipphausen

Die Gemeinde entstand 1999 aus dem Zusammenschluss dreier vormals selbständiger Gemeinden. Am 1. Juli 2012 kam die Gemeinde Triebischtal dazu. Ihr Gemeindegebiet wurde in drei weitere Ortschaften aufgeteilt.
| - Klipphausen - Hühndorf - Kleinschönberg - Lampersdorf - Lotzen - Röhrsdorf - Sachsdorf - Sora - Weistropp | - Scharfenberg - Batzdorf - Bergwerk - Bockwen - Gruben - Naustadt - Pegenau - Polenz - Reichenbach - Reppina - Reppnitz - Riemsdorf - Spittewitz | - Gauernitz - Constappel - Hartha - Pinkowitz - Wildberg - Tanneberg - Perne - Rothschönberg - Burkhardswalde - Schmiedewalde - Groitzsch | - Miltitz - Garsebach - Munzig - Robschütz - Roitzschen - Semmelsberg - Taubenheim - Ullendorf - Seeligstadt - Piskowitz - Kettewitz - Kobitzsch - Sönitz - Weitzschen |

## Politik
- Grüne: 1
- Bn24: 1
- GfK: 4
- TBBK: 3
- BFW: 5
- CDU: 2
- AfD: 6

### Gemeinderat
Seit der Gemeinderatswahl am 9. Juni 2024 verteilen sich die 22 Sitze des Gemeinderates folgendermaßen auf die einzelnen Gruppierungen:
- AfD: 6 Sitze
- Bündnis Freie Wählergemeinschaften (BFW): 5 Sitze
- Gemeinsam für Klipphausen: 4 Sitze:
- Triebischtaler Bürgerbündnis Klipphausen: 3 Sitze
- CDU: 2 Sitze
- Grüne: 1 Sitz

| Wahlvorschlag                             | 2024   | 2024   | 2019   | 2019   | 2014   | 2014   |
| Wahlvorschlag                             | Sitze  | in %   | Sitze  | in %   | Sitze  | in %   |
| ----------------------------------------- | ------ | ------ | ------ | ------ | ------ | ------ |
| AfD                                       | 6      | 24,3   | 3      | 17,2   | –      | –      |
| Bündnis Freie Wählergemeinschaften        | 5      | 22,8   | 8      | 29,5   | 6      | 24,9   |
| Gemeinsam für Klipphausen                 | 4      | 17,0   | –      | –      | –      | –      |
| Triebuischtaler Bürgerbündnis Klipphausen | 3      | 11,6   | 3      | 11,9   | 4      | 16,8   |
| CDU                                       | 2      | 10,2   | 4      | 18,3   | 7      | 31,7   |
| Bürgernetz24                              | 1      | 6,2    | –      | –      | –      | –      |
| Grüne                                     | 1      | 6,0    | 1      | 6,1    | –      | –      |
| SPD                                       | –      | 2,0    | –      | 1,9    | 1      | 4,7    |
| BVT                                       | –      | –      | 1      | 7,2    | 2      | 9,6    |
| Linke                                     | –      | –      | 1      | 3,9    | –      | –      |
| FDP                                       | –      | –      | –      | 2,0    | 1      | 5,2    |
| BILET                                     | –      | –      | –      | –      | 1      | 7,3    |
| Wahlbeteiligung                           | 75,2 % | 75,2 % | 70,1 % | 70,1 % | 56,6 % | 56,6 % |

### Bürgermeister
Bürgermeister in Klipphausen ist Mirko Knöfel (zur Wahl CDU, jetzt BFW). Bei der Bürgermeisterwahl am 1. September 2019 wurde er mit 50,7 % der gültigen Stimmen gewählt. Die Wahlbeteiligung lag bei 75,7 %. Sein Vorgänger war Gerold Mann, der 2012 mit 94,4 % der gültigen Stimmen gewählt worden war.
| Wahl | Bürgermeister | Vorschlag | Wahlergebnis (in %) |
| ---- | ------------- | --------- | ------------------- |
| 2019 | Mirko Knöfel  | BFW       | 50,7                |
| 2012 | Gerold Mann   | Mann      | 94,4                |
| 2006 | Gerold Mann   | Mann      | 99,8                |
| 1994 | Gerold Mann   | Mann      | 95,3                |

### Gemeindepartnerschaft
Partnergemeinde Klipphausens ist die polnische Gemeinde Czajków in Großpolen.

## Kultur und Sehenswürdigkeiten
- 2019 ehrte Klipphausen mit dem Wulf-Kirsten-Wanderweg seinen bekannten Schriftsteller.[6]
- Im Ortsteil Miltitz befindet sich das Besucherbergwerk Kalkbergwerk Miltitz.
- Die Garsebacher Schweiz ist als Naturdenkmal eingestuft.

### Bauwerke
Im Ortsteil Scharfenberg befindet sich Schloss Scharfenberg, in Batzdorf Schloss Batzdorf, in Klipphausen das Schloss Klipphausen (wahrscheinlich um 1528 erbaut), in Weistropp das Schloss Weistropp und in Gauernitz Schloss Gauernitz.
Weiterhin gibt es auch einige Kirchen (z. B. in Naustadt, Sora und Röhrsdorf), Kapellen, Gehöfte bzw. ehemalige Rittergüter und historische Dorfzentren (z. B. Polenz).

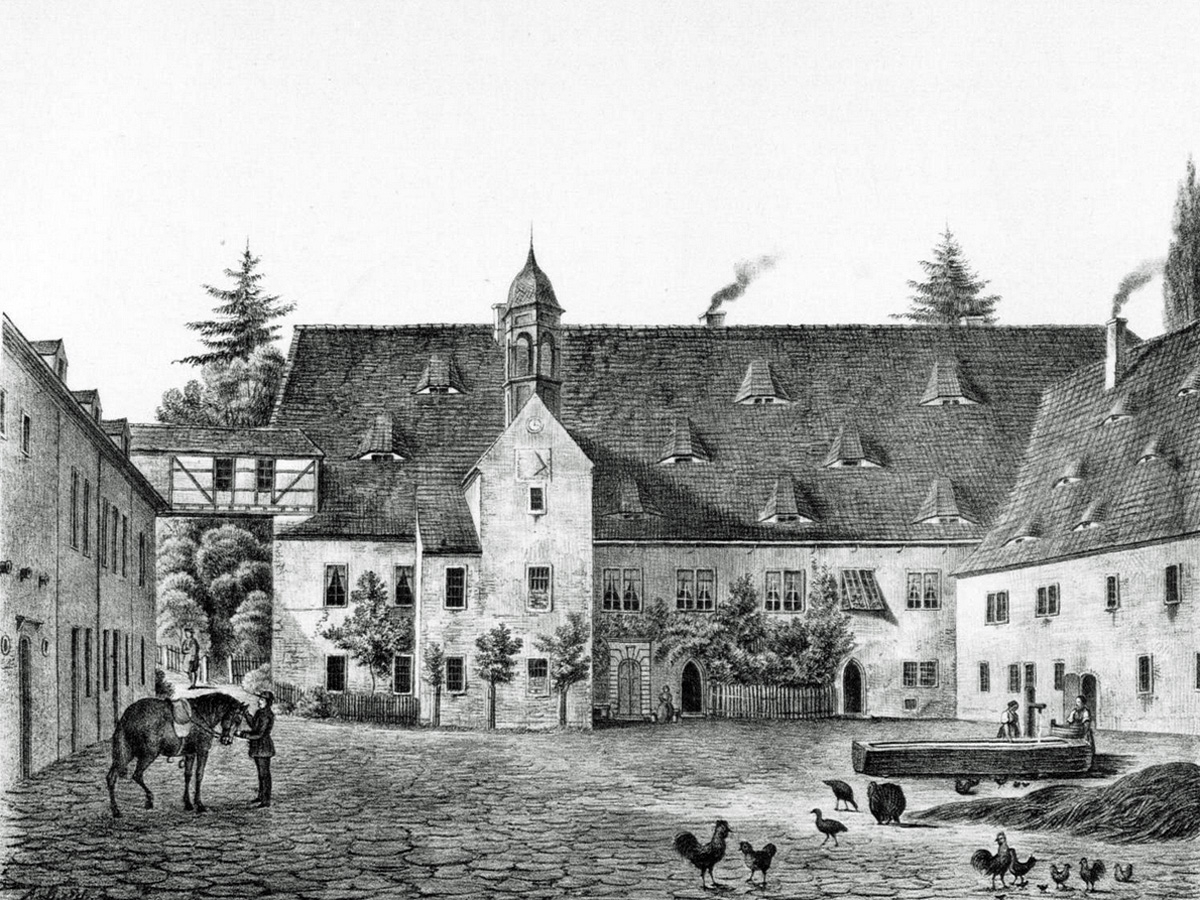
Schloss und Gut Klipphausen (um 1850)
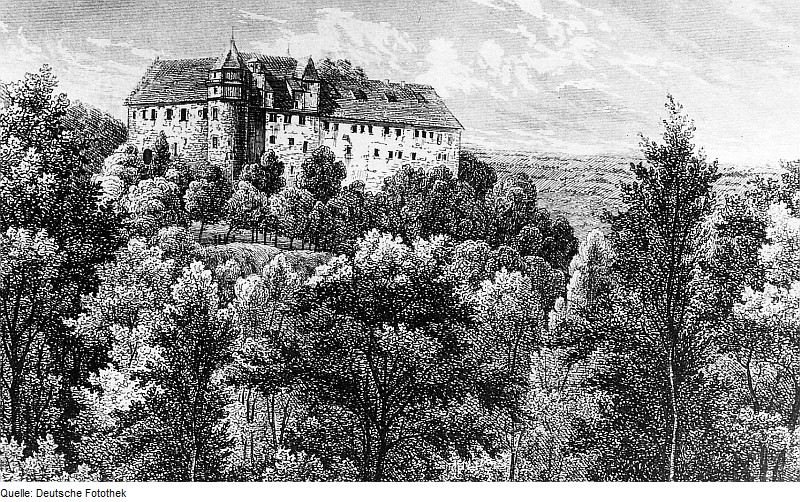
Schloss Scharfenberg (um 1840)
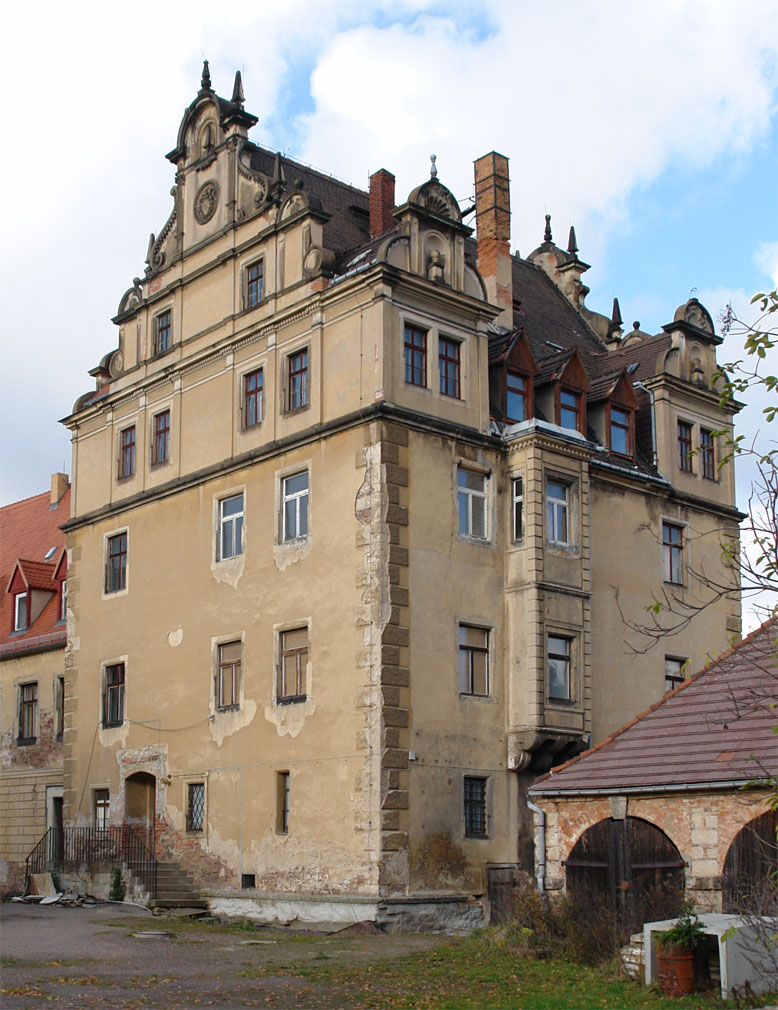
Schloss Gauernitz
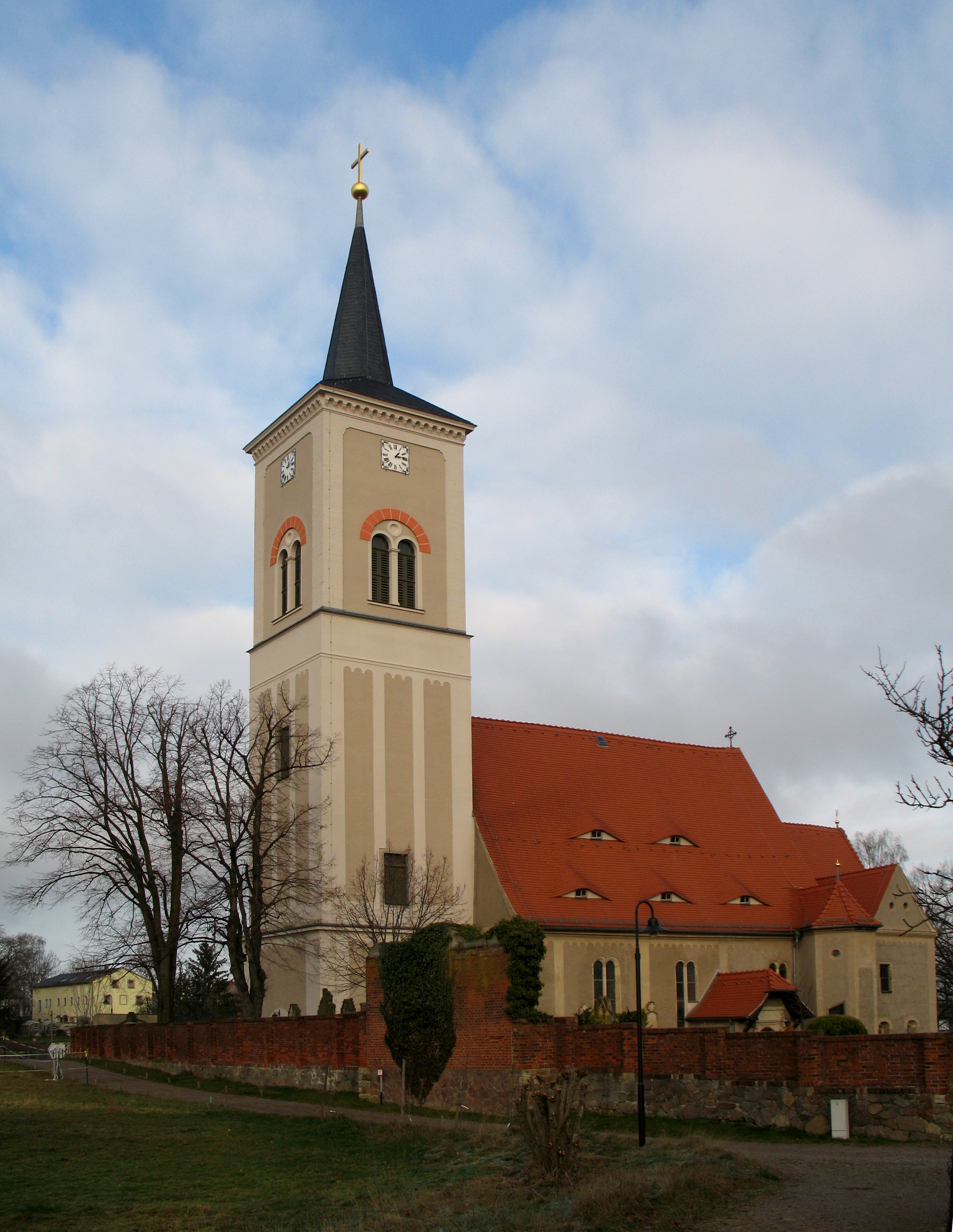
Kirche in Naustadt
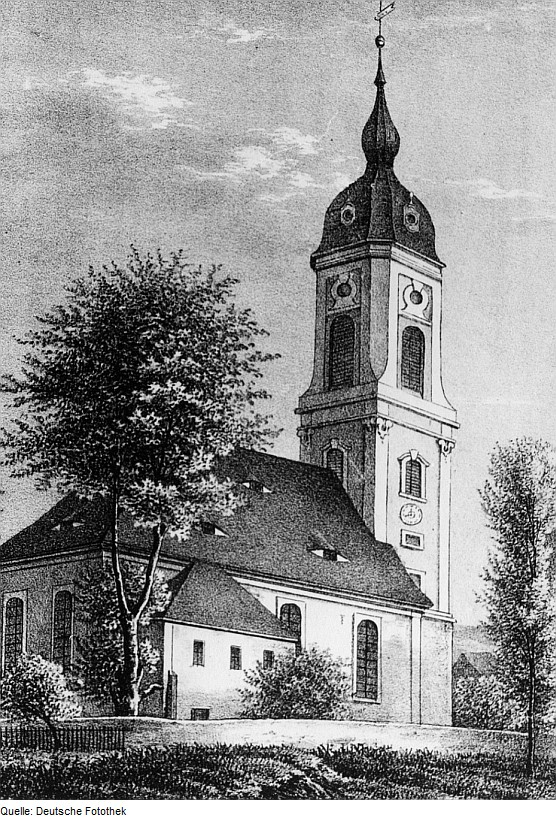
Kirche in Sora (um 1830)
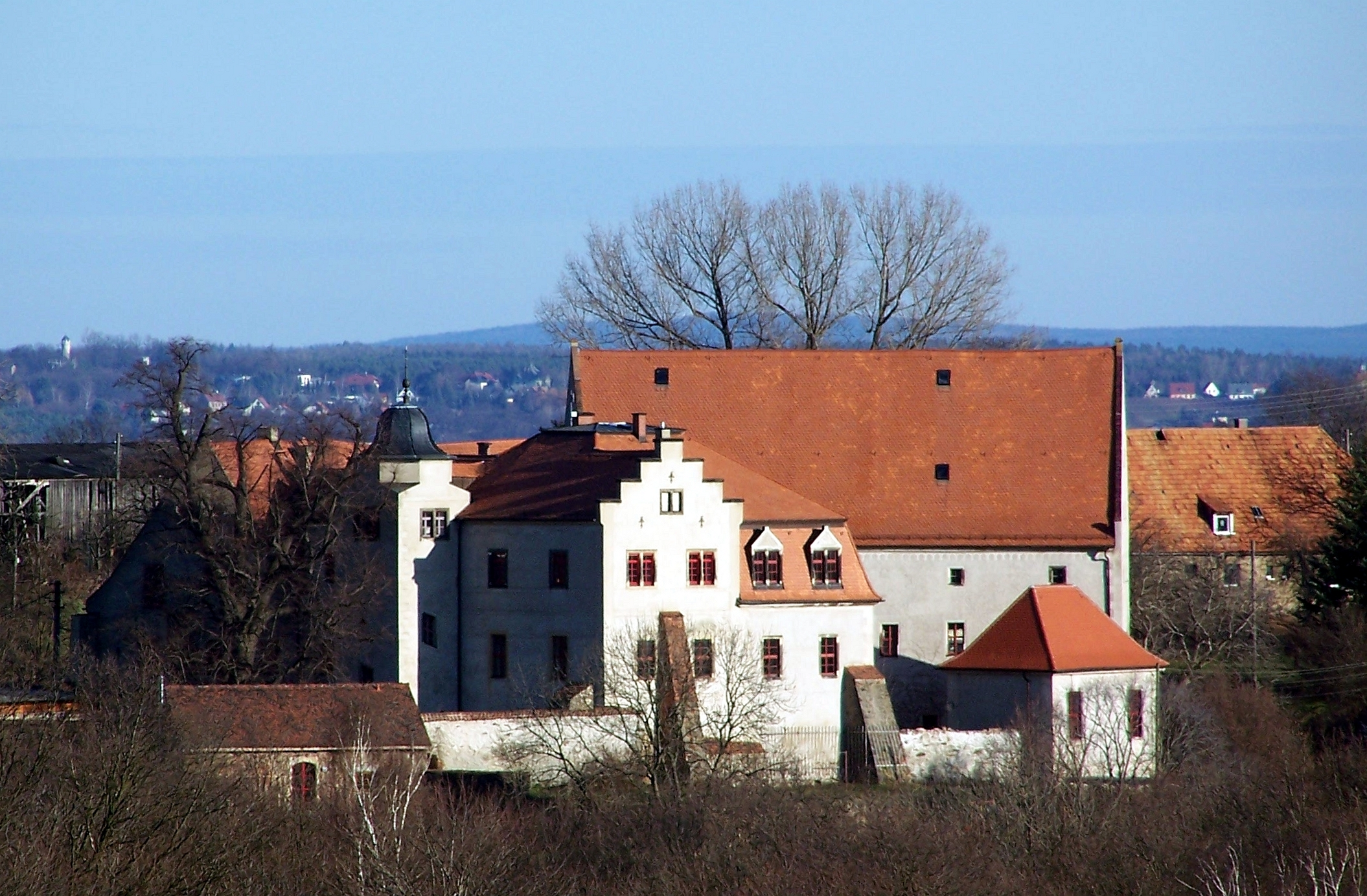
Schloss Batzdorf

Ein Ehrenmal von 1946 auf dem Friedhof des Ortsteiles Miltitz erinnert an 17 Häftlinge aus Polen und der Sowjetunion, die Opfer von Zwangsarbeit wurden.

### Musik
Schloss Batzdorf ist Ursprungs- und Inspirationsort des Barock-Ensembles Batzdorfer Hofkapelle. 1993 fand hier das Gründungskonzert des Orchesters statt.

## Persönlichkeiten
- Peter Schreier (* 29. Juli 1935 in Meissen; † 25. Dezember 2019 in Dresden) wuchs in Gauernitz auf, Sänger und Dirigent

### Söhne und Töchter der Gemeinde
- Christian Gottlob Gerber  (* 14. Oktober 1686 in Rothschönberg; † 10. April 1764 in Lockwitz), lutherischer Theologe und Historiker
- Julius Adolph Stöckhardt (* 4. Januar 1809 in Röhrsdorf; † 1. Juni 1886 in Tharandt), Agrikulturchemiker
- Auguste Reuß zu Köstritz (* 26. Mai 1822 in Klipphausen; † 3. März 1862 in Schwerin), Großherzogin von Mecklenburg
- Heinrich VII. Reuß zu Köstritz (* 14. Juli 1825 in Klipphausen; † 2. Mai 1906 in Trebschen), Diplomat
- Heinrich XIII. Reuß zu Köstritz (* 18. September 1830; 3. Januar 1897), preußischer General und Mitglied des Preußischen Herrenhauses
- Erhard Siedel (* 1. November 1895 in Röhrsdorf; † 16. November 1979 in der Schweiz), Schauspieler und Theaterregisseur
- Ernst Schmidt  (* 1. Februar 1920 in Garsebach; † 15. September 2000 in Oranienburg), Leichtathlet
- Wulf Kirsten (* 21. Juni 1934 in Klipphausen; † 14. Dezember 2022 in Bad Berka), Lyriker
- Dieter Wendisch (* 9. Mai 1953 in Gauernitz), Ruderer, Olympiasieger 1976 und 1980